# Череньяно
Череньяно (італ. Ceregnano, вен. Zernian) — муніципалітет в Італії, у регіоні Венето, провінція Ровіго.
Череньяно розташоване на відстані близько 360 км на північ від Рима, 60 км на південний захід від Венеції, 8 км на південний схід від Ровіго.
Населення — 3683 особи (2014).

## Демографія
Населення за роками:

Станом на 1 січня 2023 року в муніципалітеті офіційно проживало 259 іноземців з 23 країн, серед них 83 громадяни країн Євросоюзу та 18 громадян України.

## Сусідні муніципалітети
- Адрія
- Креспіно
- Гавелло
- Ровіго
- Вілладозе